# 越後府
越後府（えちごふ）は、1868年（慶応4年）および1869年（明治2年）に越後国内の幕府領・旗本領を管轄するために明治政府によって設置された府。管轄地域は時期によって異なるが、現在の新潟県全域に及ぶ。本項では前身の新潟裁判所（にいがたさいばんしょ）、後身の新潟府（にいがたふ）、新潟県（第1次。にいがたけん）についても記す。

## 概要
現在の新潟県は、幕末に幕府直轄領（天領）となり、日米修好通商条約で開港場に指定された新潟町を抱え、また戊辰戦争で新政府軍に抵抗した長岡藩、会津藩、桑名藩などが領地を持ち、主戦場のひとつとなったことから、その成立までの経過は他の府県に比べても非常に複雑なものであった。
| 区域       | 1868.4.19  | 1868.5.23 | 1868.7.27 | 1868.9.21 | 1869.2.8  | 1869.2.22 | 1869.7.27 | 1869.8.25 | 1870.3.27 | 1873.6.10 |
| ---------- | ---------- | --------- | --------- | --------- | --------- | --------- | --------- | --------- | --------- | --------- |
| 新潟町     | 新潟裁判所 | 越後府(1) | 新潟府    | 新潟県(1) | 新潟県(1) | 新潟県(1) | 水原県    | 水原県    | 新潟県(2) | 新潟県(2) |
| 下越       | 新潟裁判所 | 越後府(1) | 新潟府    | 新潟県(1) | 越後府(2) | 越後府(2) | 水原県    | 水原県    | 新潟県(2) | 新潟県(2) |
| 上越・中越 | 柏崎県(1)  | 柏崎県(1) | 柏崎県(1) | 柏崎県(1) | 柏崎県(1) | 越後府(2) | 水原県    | 柏崎県(2) | 柏崎県(2) | 新潟県(2) |

### 新潟裁判所
1868年（慶応4年）、新政府は新潟奉行所に代わるものとして新潟裁判所を設置した。裁判所の長官である総督には、当時新政府軍の北陸道先鋒副総督兼鎮撫使であった四条隆平が任命されたが、四条の肩書に明らかなようにこの時点で越後国内の多くは新政府軍の掌握下には入っておらず、四条自身も江戸に滞陣していた。したがって現地には裁判所の庁舎や組織があるわけでもなく、「新潟裁判所」および「同総督」とは実際には名目的なものにすぎなかった。なお、四条は新潟裁判所総督と同時に北陸道鎮撫副総督に任命されている。

### 越後府（第1次）
新潟裁判所は同年5月23日に廃止され、代わって越後府（第1次）が設置された。従前の新潟裁判所の管轄地域に加えて、水原（現阿賀野市）、出雲崎（現出雲崎町）、川浦（現上越市三和区）の各代官が支配した越後国内の旧幕府直轄地も管轄するものとされた。中心都市による「新潟府」ではなく、国名によって「越後府」と称したのは、このことによると考えられる。
知事の任命はなく、それまでの新潟裁判所総裁兼北陸道鎮撫副総督であった四条隆平が引き続きその職務を代行した。府の臨時的な次官である権判事には福井藩士の南部彦助、津和野藩士の渡辺儀右衛門、鳥取藩士の宮原積らが任命された。
この間に新政府軍は越後国南部の上越地方（頸城郡）を掌握下に置き、越後府（第1次）は当初、四条の滞陣する高田（現上越市）にその組織を置いて掌握した地域の治安維持や民政に当たった。実際には四条が副総督を兼ねていた軍政機関としての総督府と一体化して活動したと考えられている。
新政府軍の掌握地域の拡大に伴い、6月1日に知事代行の四条は新たに支配下に入った柏崎に出張し、直ちに南部権判事らを柏崎に置いて刈羽郡・魚沼郡の旧幕府領や桑名藩・会津藩領の人心掌握に当たらせた。南部権判事らの柏崎移転をもって、越後府（第1次）が柏崎に移転したと理解することもある。
7月27日、柏崎県（第1次）が設置され、8月5日にその管轄区域が越後国南半の頸城郡・刈羽郡・魚沼郡内の旧幕府直轄地および新政府の没収地などとされた。これにより、越後府（第1次）の管轄地域は越後国北半の三島郡・古志郡・蒲原郡・岩船郡となった。ただし、当初両府県の知事人事に混乱があり、相互の管轄分担も不明確であって、事実上柏崎県（第1次）は越後府（第1次）の管轄下にあったとも言われる。

### 新潟府
7月29日に新政府軍が長岡城や新潟町を占領、8月には越後全域が新政府軍の支配下に入って、この地域における戊辰戦争（北越戦争）は終結した。
9月21日に越後府（第1次）は新潟府に改称された。柏崎県（第1次）の設置により「府」の管轄区域が越後北半の4郡に限られるとともに、11月19日の新潟開港を控えて、府庁を新潟町に置いて内政と外交を一括して掌握する方針が定められたことによるものと考えられている。ただし、改称後も「新潟府」と「越後府」は混同して用いられ、現地では「越後府」の名称の方が一般的であったらしい。
11月2日、柏崎で新潟府（旧第1次越後府）知事であった四条隆平と柏崎県（第1次）知事久我維麿との間の事務引継ぎが完了して柏崎県（第1次）が実質的に分離し、11月7日、四条とともに新潟府の本庁は長岡に移転した。
この間の越後・佐渡両国に対する政府の方針は一定せず、10月28日には四条新潟府知事を罷免して、当時総督府本営参謀として新発田に滞在していた西園寺公望を新たな知事に任命した。11月5日には久我柏崎県知事を罷免、同県を廃して新潟府へ合併すること、また佐渡県（知事・井上馨）も新潟府の当分管轄とする布達が行われている。
このような政府の方針に対して現地では反発が強く、柏崎県（第1次）の廃止については翌1869年（明治2年）2月22日に同様の布達が出されていることから、実際には廃止が実行されず存続していたと考えられている。また、府知事に任命された西園寺や同府判事（次官）に任命された前原一誠らも新潟へ赴任せず、新潟に府の本庁が開かれることはなかった。混乱は、前原とは別に判事に任命された楠田十左衛門（英世）が新潟に着任する同年1月16日まで続き、同日ようやく新潟に本庁が開かれるに至った。
ところがそれから間もない1月20日未明、信濃川の分水問題をめぐる騒動が新潟町で発生し（関屋掘割騒動）、他の管轄地域から孤立した新潟町で越後全域の直轄地を支配することは困難であるという認識を政府が持つようになった。

### 越後府（第2次）と新潟県（第1次）

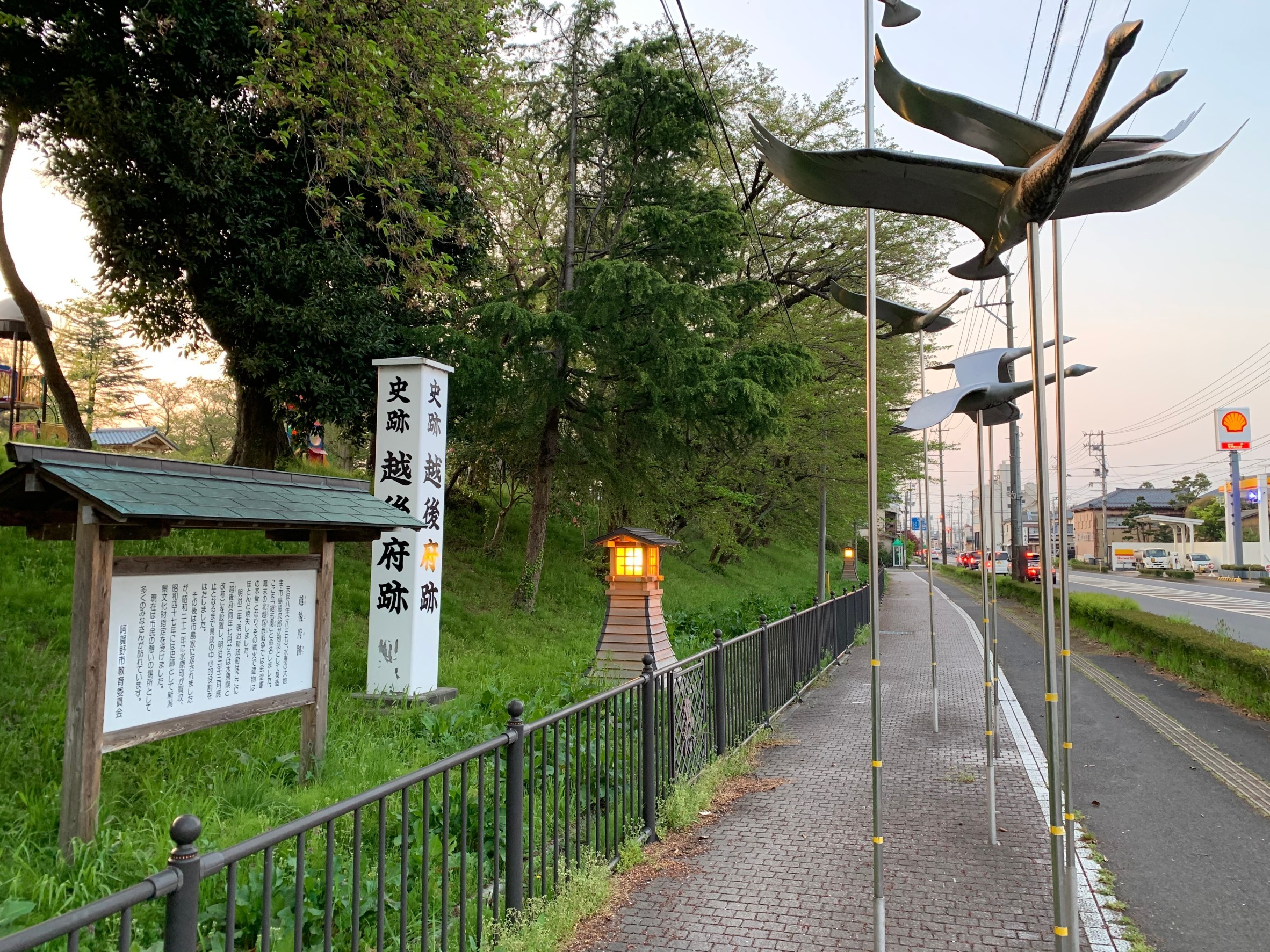
水原の天朝山公園（越後府跡）

そこで政府は新潟府を存続したまま、これとは別に同年2月8日、越後国内の直轄地の統一的支配を目的に再度越後府（第2次）を設置して、府庁を水原の旧幕府代官陣屋に置いた。知事には新政府軍の会津征討越後口総督府参謀であった壬生基修が任命された。
2月22日には柏崎県（第1次）の廃止・合併が再度布達され、佐渡県を越後府（第2次）が当分管轄することが改めて布達された。同日、新潟府は新潟県（第1次）と改称され、管轄地を新潟町に限定し、その町政と開港場における外交のみを管掌するものとされた。
こうして、越後・佐渡両国の政府直轄地を管轄する越後府（第2次）と、新潟町政および外交を管轄する新潟県（第1次）とが並立する体制となったが、このような内政と外交の分離政策には反対の意見も強かった。また、「開港場十里四方」とされた外国人遊歩区域が、新潟町に限定された新潟県（第1次）の管轄区域を超えることに対して、府の管轄区域の拡大と機能強化を訴えていた現地の役人も批判的であった。さらに、越後全域と新潟町を統一して統治するべきであるという者の間にも、本庁を新潟町に置くべきか、水原陣屋の本庁に統合すべきかで意見の対立があった。
こうした中で政府は、内政と外交の統一案を受け入れて、7月27日、越後府（第2次）と新潟県（第1次）を廃止して両府県を統合した水原県を設置した。水原県は柏崎県（第2次）の分割を経て、1870年（明治3年）に新潟町に本庁を移転して新潟県（第2次）となり、現在に至る。なお、越後府（第2次）知事の壬生基修は引き続き水原県知事を務めた。

## 沿革
- 1868年（慶応4年）
  - 4月19日 - 新潟裁判所を設置。
  - 5月23日 - 新潟裁判所を廃し、越後府（第1次）を設置[3]。
  - 7月27日 - 柏崎県（第1次）を設置。
- 1868年（明治元年）
  - 9月21日 - 越後府（第1次）を新潟府と改称。
  - 11月5日 - 柏崎県（第1次）を廃して新潟府に合併（実行されず）、および佐渡県を当分の間新潟府の管轄とする。
- 1869年（明治2年）
  - 2月8日 - 新潟府を置いたまま越後府（第2次）を設置[4]。
  - 2月22日 - 新潟府を新潟県（第1次）に改称。柏崎県を越後府に合併（再度布達）、佐渡県は当分のあいだ越後府の管轄とする。
  - 7月23日 - 越後府による佐渡県の管轄解除。
  - 7月27日 - 越後府（第2次）および新潟県（第1次）を廃止。両府県を合併して水原県を設置。

## 管轄地域

### 新潟裁判所、越後府（第1次）、新潟府、新潟県（第1次・前期）
- 越後国
  - 三島郡のうち - 22村（村上藩領）
  - 蒲原郡のうち - 874村（新潟奉行所3村、水原代官所143村、新発田藩預所59村、桑名藩預所56村、旗本領28村、新発田藩領324村、桑名藩領7村、村上藩領76村、村松藩領19村、黒川藩領15村、三日市藩領5村、長岡藩領82村、会津藩領61村、高崎藩領2村、峰岡藩領3村。なお相給が存在するため、村数の合計は一致しない）

蒲原郡の残部は村上藩、黒川藩、三日市藩、新発田藩、村松藩に移管され、管轄地域の変遷は錯綜している（ただし、高崎藩領45村のうち上記2村以外は高崎藩のまま。会津藩領221村のうち70村は若松県に移管）。

### 新潟県（第1次・後期）
- 越後国
  - 蒲原郡のごく一部（新潟町のみ）

### 越後府（第2次）
柏崎県（第1次）編入前の管轄地域。
- 越後国
  - 三島郡のうち - 22村
  - 蒲原郡のうち - 874村（新潟町は含まず）

## 歴代知事

### 新潟裁判所
- 1868年（慶応4年）4月19日 - 1868年（慶応4年）5月23日 ： 総督・四条隆平（公家）

### 越後府（第1次）
- 1868年（慶応4年）5月23日 - 1868年（明治元年）9月21日 ： 権知事・安井和助
- 1868年（慶応4年）7月27日 - 1868年（明治元年）9月8日 ： 知事・四辻公賀（公家）
- 1868年（明治元年）9月8日 - 1868年（明治元年）9月21日 ： 知事・四条隆平
  - 知事不在の間は四条隆平（前新潟裁判所総督）が代行。
  - 岩松俊純（元旗本）が1868年（慶応4年）7月4日に知事に任じられたが、実際には赴任しなかった。

### 新潟府
- 1868年（明治元年）9月21日 - 1868年（明治元年）10月28日 ： 知事・四条隆平（前越後府知事兼柏崎県知事）
- 1868年（明治元年）10月28日 - 1869年（明治2年）2月22日 ： 知事・西園寺公望（前越後口総督府参謀、公家。実際には赴任せず）

### 新潟県（第1次）
- 1869年（明治2年）2月22日 - 1869年（明治2年）7月27日 ： 知事・楠田英世（前新潟府判事、元佐賀藩士）

### 越後府（第2次）
- 1869年（明治2年）2月8日 - 1869年（明治2年）7月27日 ： 知事・壬生基修（公家）

## 参考図書
- 『新潟県史』新潟県，1987年